# Mascate
Ne doit pas être confondu avec Mascate et Oman.
Mascate (en arabe : مَسْقَط, Masqaṭ), également connue en tant que Muscat, est la capitale d'Oman. 
Mascate s'étend largement hors des limites de son gouvernorat. Avec leurs  25 000 habitants, l'ancien petit port et la vieille ville de Mascate, sont à l'origine de la plus grande agglomération du pays avec une population dans l'aire métropolitaine de 1 090 797 habitants en 2008. Le chiffre dépasse ainsi de plus de 250 000 habitants la population recensée en 2010 dans le seul gouvernorat de Mascate, qui s'étend sur 3 500 km2. 
La capitale accueille le palais royal de Mascate, où siège le sultan d'Oman.

## Histoire

### Temps anciens
Mascate, située sur la côte du golfe d'Oman, est l'une des plus anciennes villes du Moyen-Orient. Des tombes de pêcheurs, remontant au VIe millénaire av. J.-C. sont retrouvées près du site. De vieilles poteries suggèrent des contacts anciens avec la civilisation de la vallée de l'Indus et la cité de Harappa. La ville portuaire est connue en Occident depuis le Ier siècle par le biais des cartes de Ptolémée, qui l'appelle Cryptus Portus (le port caché) et par Pline l'Ancien qui l'appelle Amithoscuta.
Elle est ensuite prise par la dynastie sassanide, durant le IIIe siècle, sous le règne de Shapur Ier. Elle passe ensuite sous influence de la dynastie des Banu Azd, puis sous celle d'un autre empire du Moyen-Orient, de la dynastie des Abbassides, jusqu'au XIe siècle. Son influence grandit sur la mer, avec de nombreux liens commerciaux avec le sous-continent indien, ce qui l'éloigne des Omanais de l'intérieur.

### Changements de régimes
Zheng He, dans son expédition de 1413 à 1415, visite la région. En juin 1507, Mascate est attaquée et prise par le Portugais Afonso de Albuquerque, après un combat contre les Perses, et la perte de la plupart des habitants à la suite de massacres et des pillages. La ville reste sous domination portugaise pendant un grand siècle, sauf pendant le bombardement en 1546 et la double capture de la ville en 1552 puis de 1581 à 1588 par les Ottomans. En 1650, une révolte locale chasse les Portugais et lui redonne l'indépendance.

En 1749, commence le règne de la dynastie des Abu Saïd, au pouvoir jusqu'à nos jours : conquête du comptoir de Zanzibar au XIXe siècle, renommée du Sultanat d'Oman pour sa production d'épices et son implication dans le commerce d'esclaves. Elle gagne ainsi le statut de puissance maritime régionale qu'elle perd définitivement à la fin du XIXe siècle, ainsi que l'ensemble de ses possessions africaines. En 1751, l'Encyclopédie de Diderot et d'Alembert définit ainsi Mascate : 

« petite ville d’Asie sur la côte de l’Arabie heureuse, avec une citadelle sur un rocher. Elle est habitée par des Maures, des Indiens, des Juifs, & quelques Portugais. »

En 1970 le sultan Qabous bin Saïd Al Saïd devient le dirigeant du Sultanat d'Oman.

### Madagascar et Mascate
Tsi Levalou (ou Tsy Levalou) est un des derniers héritiers du roi sakalava (antakarana) de Boina à Madagascar. Vers 1820, sous l'influence de ses conseillers Antalaotra, il se convertit à l'islam. Entre 1822 et 1824 (prise de Majunga), il est vaincu par Ramanetaka, commandant des troupes de Radama Ier, le roi d'Émyrne (merina) soutenu par les Britanniques. En fuite, puis placé en résidence surveillée à Marovoay, il continue cependant à fomenter des insurrections contre le roi merina et se rend à Zanzibar pour réclamer en vain l'aide de l'Imam de Mascate[réf. souhaitée].

## Géographie

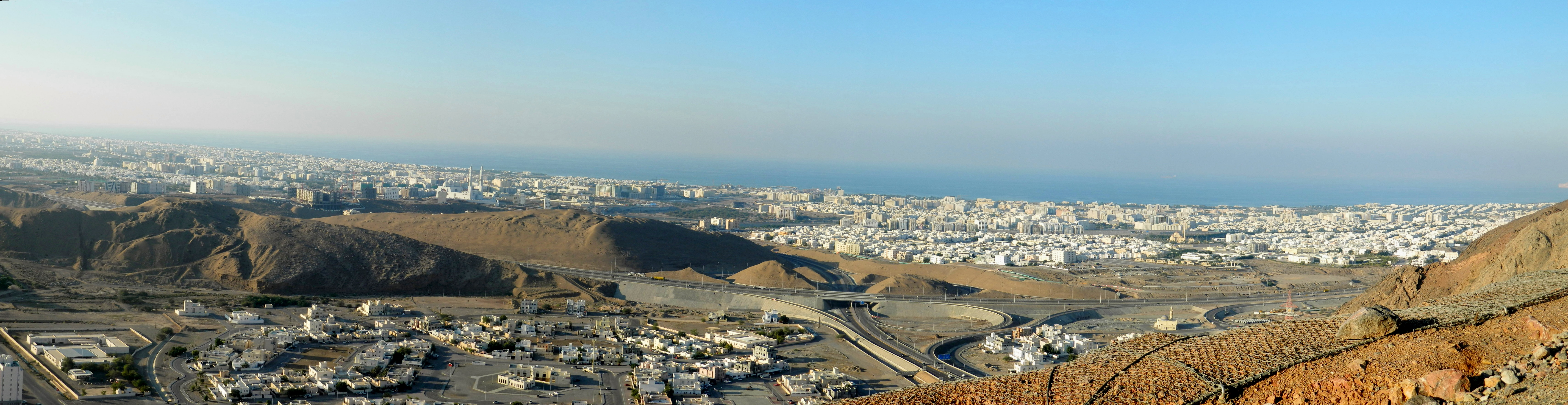
Vue panoramique de la ville.

La ville de Mascate est située dans le nord d'Oman, à 23° 35′ N, 58° 24′ E, légèrement au nord du tropique du Cancer.
La ville est bordée à l'ouest par les plaines de la région appelée Al Batinah et à l'est par la région orientale, Ash Sharqiyah. Le sud, région de Dakhiliyah, se compose de plaines intérieures. Enfin, le golfe d'Oman est à la périphérie nord et ouest de la ville. L'eau est profonde tout le long de la côte de Mascate et forme deux ports naturels, Matrah et Mascate. La partie occidentale des monts Al Hajar traverse la partie nord de la ville.
Les roches volcaniques sont visibles, composées de serpentine et de diorite, de Darsait à Yiti. Les roches plutoniques constituent les collines et les montagnes de Mascate, et s'étendent sur environ 48 km, de Ras Darsait à Jissah. Les roches ignées se composent de serpentine, de roches vertes et de basalte, typique des roches du sud-est de la péninsule arabique. Au sud de Mascate, les strates des roches volcaniques cassées et déformées, s'élèvent jusqu'à 1 800 m, en Dakhiliyah, dont le Jebel Akhdar, la plus haute chaîne montagneuse. Les collines de Mascate sont généralement dépourvues de végétation, mais riches en fer.
La végétation halophile sebkha désertique est prédominante à Muscat. La réserve naturelle de Qurum présente des plantes telles que le macrostachyum arthrocnemum et halopeplis perfoliata. Les récifs coralliens sont courants à Mascate. Des récifs Acropora existent dans les baies abritées des villes satellites de Jussah et Khairan. En outre, à Khairan, des récifs de petites porites récifs fusionnent pour former une chaussée plate, visible à marée basse.
Crabes et écrevisses à épines se rencontrent dans les eaux de la zone de Mascate, tout comme sardines et bonites. Les glassfish sont communs dans les estuaires d'eau douce, dont la réserve naturelle de Qurum.

## Transport
L'aéroport international de Mascate est le siège de la compagnie nationale Oman Air.
Le port de Mascate, Mina Qaboos, a été reconverti en zone touristique. Les activités de transport maritime ont été transférées au port de Sohar, à 230 km au nord-ouest de Mascate le 31 août 2014.

## Culture

### Édifices religieux, patrimoine et lieux remarquables

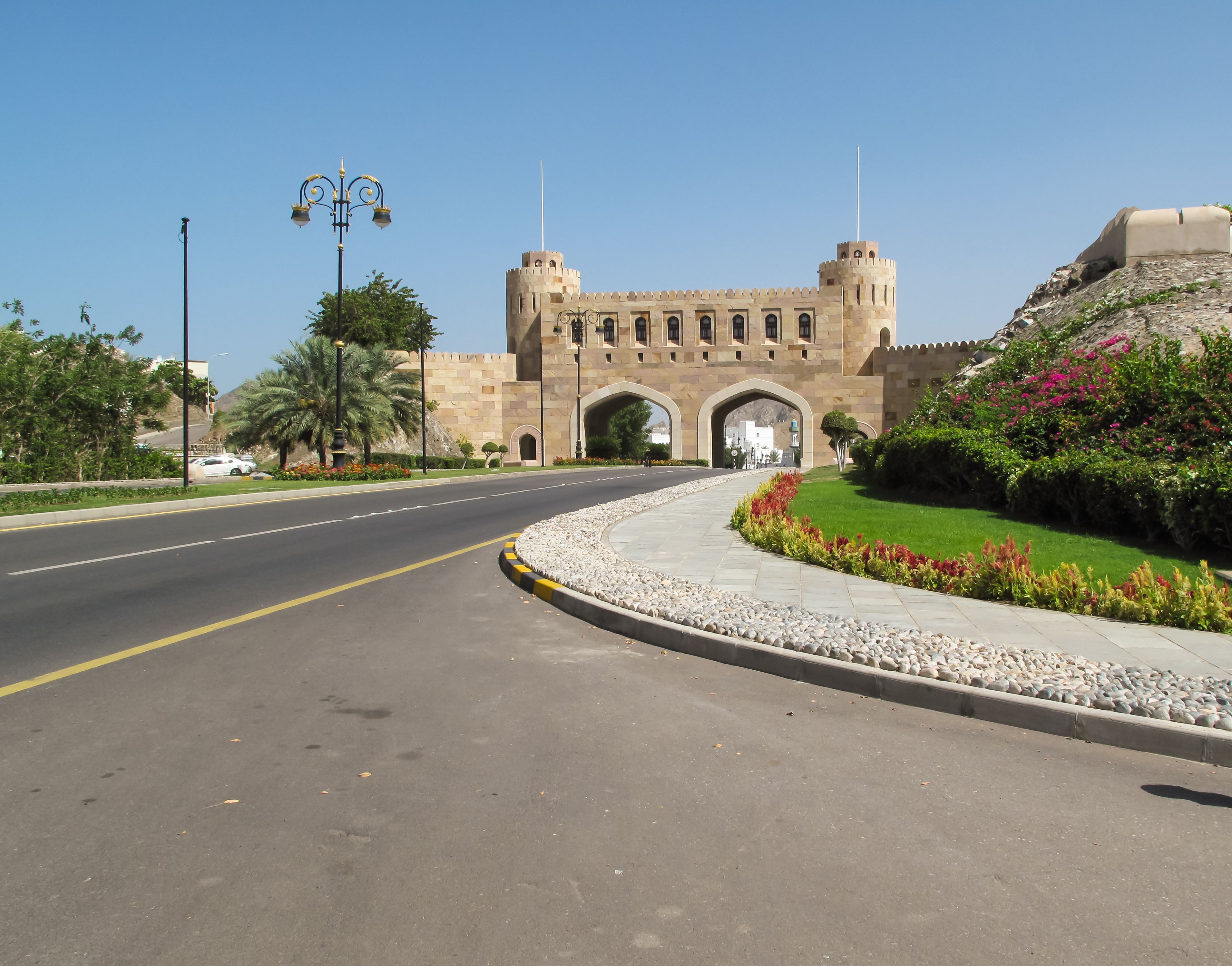
Musée de la porte de Mascate.

La ville possède de nombreuses mosquées, dont la plus réputée est la Grande Mosquée du Sultan Qabus, inaugurée en 2001 à l'ouest du centre-ville. La Mosquée Ruwi, la Mosquée Said bin Taimur et la Mosquée Zawawi sont également connues. Quelques mosquées chiites existent également.
L'opéra royal de Mascate ouvre ses portes le 14 octobre 2011 dans le quartier de Qurum. Les visiteurs sont également encouragés à visiter la vieille ville, notamment le palais royal de Mascate, la rue Al Saidiya, le fort Al Jalali donnant sur le port et le fort Al-Mirani.
Les gratte-ciel sont interdits à Mascate.

### Musées
Quelques exemples de musées :
- Musée national d'Oman : sur l'histoire et le patrimoine du Sultanat et du territoire.
- Musée Bait Al Zubair : costumes traditionnels, bijoux, armes, objets de la vie quotidienne, etc., dans une ancienne maison de famille : les Al Zubair.
- Musée franco-omanais : sur les différentes étapes des relations françaises-omanaises depuis le XVIIIe siècle, dans l'ancienne résidence des consuls de France.
- Musée de la porte de Mascate.
- Centre d'exposition de pétrole et de gaz d'Oman.
- Musée des forces armées du Sultan.
- Aquarium d'Oman et Centre des sciences et des pêches maritimes.
- Oman Children's Museum : Musée des Sciences qui s'adresse aux enfants.

## Personnalités liées à la ville
- Le disc jockey suédois Tim Bergling, dit Avicii, y a été retrouvé mort le 20 avril 2018.
- L'actrice australienne Isla Fisher, y est née le 3 février 1976.
- L'actrice indienne Sarah-Jane Dias, y est née le 3 décembre 1982.